# Telepatia
Telepatia (do grego τηλε, tele, "distância"; e πάθεια, patheia, "sentir ou sentimento") é definida na parapsicologia como a habilidade de adquirir informação acerca dos pensamentos, sentimentos ou atividades de outro ser consciente, sem o uso de ferramentas tais como a linguagem verbal, corporal, de sinais ou a escrita.
O termo foi usado pela primeira vez em 1882 por Fredric W. H. Myers, fundador da Sociedade para Pesquisa Psíquica, substituindo expressões como transferência de pensamento. A telepatia é considerada uma forma de percepção extrassensorial ou anomalia cognitiva, e é frequentemente relacionada a vários fenômenos paranormais, tais como premonição, clarividência.
Embora muitos experimentos científicos sobre a telepatia tenham sido realizados, o consenso científico atual não suporta as alegações deste e de outros supostos fenômenos paranormais e as classificam como pseudociência.

## História
Os cientistas ocidentais que investigam a telepatia geralmente reconhecem que o seu estudo científico começou com o programa de pesquisa da Society for Psychical Research (Sociedade para Pesquisa Psíquica). O ápice de suas investigações foi o relatório publicado em 1886 em dois volumes 'Phantasms of the Living (Fantasmas Vivos). Foi neste trabalho que o termo "telepatia" foi introduzido, substituindo o termo anterior "transferência de pensamento". Embora muito das investigações iniciais consistissem de uma grande reunião de artigos anedóticos com investigações a serem realizadas a posterior, eles também conduziram experimentos com algumas dessas pessoas que reivindicavam ter capacidades telepáticas. No entanto, seus protocolos experimentais não eram tão rígidos como são os padrões atuais.
Em seu estudo sobre telepatia e outras experiências paranormais o astrônomo francês Camille Flammarion concluiu: "Esses fenômenos provam, eu penso, que a alma existe, e que ela esta dotada com faculdades até o presente momento desconhecidas… Um pensamento pode ser transmitido de uma mente para outra. Existem transmissões mentais, comunicações de pensamentos e fluxos psíquicos entre almas humanas".
Em 1917, o psicólogo John E. Coover, da Universidade de Stanford, conduziu uma série de provas de telepatia envolvendo transmitir/adivinhar cartões de jogo. Seus participantes eram capazes de adivinhar a identidade de cartões com probabilidade de 160 a 1; no entanto, Coover não considerou os resultados serem suficientemente significativos para se ter um resultado positivo.
Talvez as mais conhecidas experiências de telepatia foram as realizadas pelo pesquisador J. B. Rhine e seus sócios na Universidade de Duke, começando em 1927 usando "os diferenciados Cartões ESP" de Karl Zener (veja também Cartas de Zener). Os protocolos experimentais eram mais sistemáticos e rigorosos do que aqueles do século XIX, verificando as habilidades dos participantes antes que estes reivindicassem ter supostamente essa capacidade excepcional acima da "média", e usando os novos avanços no campo de estatística para avaliar resultados. Os resultados destes e de outras experiências foram publicados por Rhine no seu livro "Percepção Extra Sensorial", que popularizou o termo "ESP". Na visão de Rhine, a pesquisa de experiências extrassensoriais mostrava que a "mente pode escapar dos limites corporais sob certas condições… Nesse sentido, uma diferença distinta entre mente e matéria, um dualismo relativo, tem sido demonstrada…".
Outro livro influente sobre telepatia era o "Rádio Mental", publicado em 1930 pelo ganhador do prêmio Pulitzer, Upton Sinclair (com prefácio de Albert Einstein). Nele, Sinclair descreve a capacidade da sua esposa de às vezes reproduzir esboços feitos por ele mesmo, quando separados por vários quilómetros, em experiências aparentemente informais que foram usadas posteriormente por pesquisadores da visão remota, que classificaram o mesmo como uma espécie de clarividência, e fizeram algumas experiências cujos resultados sugerem que nem sempre um emissor é necessário, e alguns desenhos podiam ser reproduzidos precognitivamente.
Pelos idos de 1960, muitos parapsicólogos ficaram aborrecidos com as experiências de J. B. Rhine, parcialmente devido a alegação de estas serem tremendamente enfadonhas, causando um "efeito de declínio" nas provas depois de muitas repetições (monotonia), e por causa de se observar que a exatidão da adivinhação das cartas diminuía com o passar do tempo.
Em consequência das informações reunidas em pesquisas com experiências (espontâneas) com diversos psi que informaram que era mais comum que suas habilidades ocorressem no estado de sonho, os pesquisadores Montaque Ullman e Stanley Krippner, do Centro Médico de Maimonides, no Brooklyn, Nova Iorque, empreenderam uma série de experiências para testar a telepatia no estado de sonho. Um participante "receptor" era colocado em uma sala à prova de som, o local era eletronicamente protegido e ele seria monitorado enquanto dormisse por padrões eletroencefalogramas (EEG) e movimento rápido dos olhos (REMs), indicando estado de sonho. Um "emissor" em outro local então tentaria enviar uma imagem, casualmente selecionada de uma relação de imagens, ao emissor, que focalizaria a imagem durante momentos que fossem detectados os estados de sonho. Perto do fim de cada período de REM, o receptor seria acordado e seria pedido para descrever seu sonho durante esse período. Os dados reunidos sugeriram que às vezes a imagem enviada foi incorporada em algum meio no conteúdo dos sonhos do receptor. Enquanto os resultados de experiências de telepatia de sonho eram interessantes, para executar tais experiências, eram necessários muitos recursos (tempo, esforço e pessoal). Outros pesquisadores procuraram alternativas mais fáceis, tal como a assim chamada Experiência de Ganzfeld. Todavia, não houve nenhum protocolo experimental satisfatório no projeto para se distinguir a telepatia de outras formas de ESP, tal como clarividência. A Experiência de Ganzfeld recebeu muita atenção recentemente, e alguns acreditam que ela fornece alguma evidência experimental de telepatia. Outras experiências foram conduzidas pelo biólogo Rupert Sheldrake, que reivindica resultados de sucesso. Eles incluem experiências em: A 'sensação de estar sendo observado', em que o receptor adivinha se ele/ela está sendo observado por outra pessoa, ou se o receptor pode contar quem está lhe telefonando antes que ele atenda ao telefone, ou cães podem contar quando seus proprietários estão para retornar ao lar... Na busca de se achar uma base científica para a telepatia, alguns proponentes de psi olharam alguns aspectos de Teoria Quântica como uma possível explicação da telepatia. Em geral, teóricos psi fizeram analogias gerais e pouco específicas sobre o "inaceitável desconhecido" da religião e parapsicologia, e o "aceitar do desconhecido" nas ciências quânticas. Os exemplos claros são as teorias do princípio da incerteza e do embaraço quântico, (conexões que permitem interação aparentemente instantânea) da mecânica quântica.[carece de fontes?] Essas teorias cientificamente validadas parecem questionar elementos da física clássica como a lei de causa e efeito e a impossibilidade de verdade ação à distância—os mesmos elementos da ciência que a telepatia pareceria transgredir.
No entanto, físicos declaram que esses efeitos mecânicos da teoria quântica só se aplicam em escalas de universo nanométrico, e, como os componentes físicos da mente são todos muito maiores, esses efeitos de quantum devem ser insignificantes. Ainda que a declaração de que eles possam ser "insignificantes" não pode ser provada. Alguns físicos, tal como Nick Herbert, ponderaram se os efeitos mecânicos quânticos permitiriam formas de comunicação, talvez incluindo a telepatia, isso não dependente de mecanismos "clássicos" tal como radiação eletromagnética. As experiências foram conduzidas (por cientistas tal como Gao Shen no Instituto de Física de Quantum, em Pequim, China) estudando se o embaraço quântico pode ser verificado entre mentes humanas. Tais experiências normalmente incluem controlar os padrões sincrônicos do EEG entre duas mentes hipoteticamente "conectadas". Até aqui, nenhuma evidência científica conclusiva foi revelada.